# フランス＝アルベール・ルネ

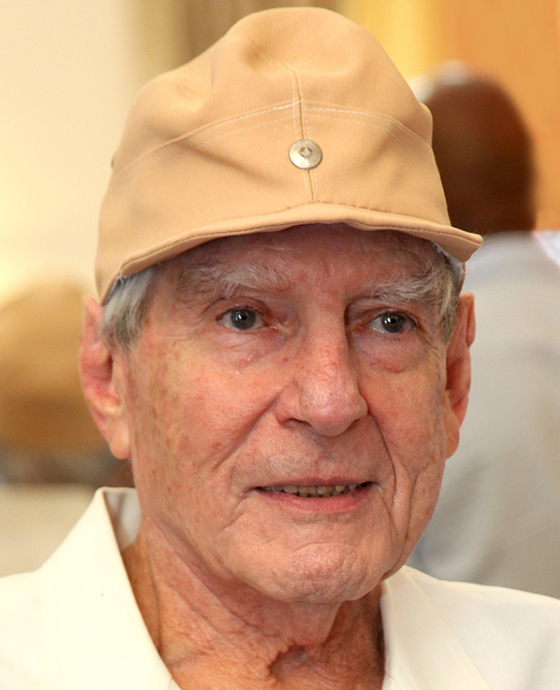
2014年のルネ

フランス＝アルベール・ルネ（France-Albert René, 1935年11月16日 - 2019年2月27日）は、セーシェルの政治家、社会主義者。1977年から約27年間にわたり大統領職にあり、同国を率いた。アルベール・ルネ、F.A.ルネという表記もある。

## 経歴
フランス人の両親の元に英王領植民地だったセーシェルで生まれ、早くからイギリスで学び、キングス・カレッジ・ロンドンを卒業後はセーシェルに帰国して弁護士となった（1957-1961年）。ルネはもともとカトリック教会の司祭を目指していたが、イギリス留学中、労働党に強い影響を受け、社会主義思想を受容。カトリック教会との協力に基づく国家による強い統制経済を志すようになっていた。ルネは1964年に社会主義政党セーシェル人民統一党（SPUP）を設立。SPUPは1978年にセーシェル人民進歩戦線（SPPF）、2009年には人民党と改称し、現在まで有力政党の1つとなっている。

### 第一共和国時代
1976年にセーシェルが独立し、第一共和国が成立すると、ルネはジェイムス・マンチャム初代大統領のもとで首相に就任。しかし翌1977年、ルネの支持者がクーデターを起こし、マンチャムは失脚。ルネが第2代大統領に就任した。ルネは実権を握ると、セーシェルをソ連型社会主義に基づく一党独裁のもとに置くことを発表。ディエゴガルシア島への米軍基地建設に反対するなど、反西側色を強めた。

### 第二共和国時代
1979年に新憲法が公布され、セーシェルは第二共和国と呼ばれる一党独裁時代に入る。同年、ケニア駐在のアメリカ外交官に支援されたマンチャム派によるクーデターが計画されたが、ルネ政権により未然に防がれた。更にこのクーデター計画にはフランスも関わっていたことが証明されている。
1981年11月25日には、アパルトヘイト時代の南アフリカに支援された勢力によるクーデター計画が発生したが、同じ社会主義国だったタンザニアの援軍により、鎮圧に成功した。
幾度となくクーデターの危機にさらされてきたルネだが、大統領選挙で順当に再選を重ねていく。東側諸国との関係を重視し、それらの国々からの支援は権力基盤を強固にした。しかし1980年代末からの東欧革命と1991年のソビエト連邦の崩壊は、セーシェルから重要な支援元を失わせ、ルネ政権の権力にも陰りが見え始める。
1991年、ルネ率いるSPPFは一党独裁の放棄と複数政党制の復活を発表。1993年には新憲法（現行憲法）が制定され、第三共和国が成立した。

### 第三共和国時代
新憲法では大統領の任期は3期までとされたが、ルネは既に第二共和国時代に3選（1979年、1984年、1989年）されていた。しかし新憲法制定・第三共和国への移行によりそれまでの任期はリセットされ、1993年の大統領選挙で当選したルネの任期は1期目と数えられた。その後、1998年と2001年の大統領選挙でも当選を重ねたルネだが、高齢であり、2004年に健康上の理由で辞任。後継にはSPPFのジェイムス・ミッシェル副大統領が昇格した。こうして、1977年以来の長期にわたるルネ政権は幕を閉じた。
2019年2月27日に83歳で死去。

## ルネの功罪
政治的には一党独裁を敷き、自由を制限したルネだが、その長期政権は一方では政治的な混乱を防ぐ役割も果たした。また、インド洋の島国という立地を生かし、リゾート開発を中心に観光業を振興した。その結果、セーシェル経済は高度に成長し、アフリカ53ヶ国の中ではトップクラスの1人当たり国内総生産（GDP）となった。人口10万人に満たない小国セーシェルを経済成長の軌道に乗せた功績は大きい。
また、教育・厚生・環境政策にも大いに力を注ぎ、乳児死亡率や識字率などの数値も改善され、国連開発計画（UNDP）が毎年発表する人間開発指数（HDI）でも、セーシェルは先進国に次ぐ位置にある。
経済面で成果を収める一方、体制批判者に対しては、ルネ政権およびSPPFによる組織的な拷問が行われていたといい、人権が侵害されていたという批判がある。その結果、第三共和政の成立まで、体制批判者はイギリスや南アフリカに亡命を余儀なくされていた。